# Сахалянский десант
Сахалянский десант 10 августа 1945 года — тактический речной десант, высаженный кораблями Зея-Бурейской бригады речных кораблей советской Амурской флотилии флотилии в ходе Маньчжурской операции Советско-японской войны.

## План операции
Расположенный на правом, южном берегу Амура на противоположном берегу от советского Благовещенска город Сахалян (Хэйхэ) имел важнейшее стратегическое значение - от него уходили вглубь Маньчжурии единственные на огромной горно-таёжной территории железная и шоссейная дороги (на Цицикар). Сахалян был центром крупного укреплённого района японской Квантунской армии.
Овладение Фуюанем было первой задачей противостоящих войск 2-й Краснознамённой армии (командующий генерал-лейтенант С. К. Мамонов) 2-го Дальневосточного фронта (командующий генерал-лейтенант танковых войск М. Ф. Терёхин) в советском плане Маньчжурской стратегической операции и её составной части — Сунгарийской фронтовой наступательной операции. Армия должна была овладеть Сахалянским укреплённым районом (в него входили укрепленные населенные пункты Айгунь, Хадаян, Цикэ), создать плацдарм как исходную точку для последующего наступления на Цицикар.
Для осуществления этой задачи привлекался 101-й Благовещенский укреплённый район (комендант — генерал-майор Герой Советского Союза А. А. Казарян, части Дальневосточного пограничного округа, часть сил 10-й воздушной армии, силы Зея-Бурейской бригады речных кораблей (командир капитан 1 ранга М. Г. Воронков) Амурской флотилии (командующий контр-адмирал Н. В. Антонов), Амурский пограничный речной дивизион 56-го Благовещенского пограничного отряда (4 бронекатеря и 4 катера типа «КМ»).
К вечеру 9 августа наблюдатели доложили о начале отвода части японских войск из Сахаляна (поскольку с утра этого дня перешли в наступление Забайкальский и 1-й Дальневосточный фронты).

## Высадка десанта
В ночь на 10 августа 1945 года и рано утром отряды кораблей под покровом темноты скрытно заняли исходные районы для атаки (для бесшумности часть катеров была оборудована для выхлопа отработанных газов в воду, а часть катеров вообще несколько километров сплавлялась по течению реки с отключенными двигателями). Как оказалось, несмотря на то, что Сахалян был логичной целью для атаки в случая военного конфликта между СССР и Японией на протяжении многих лет, расположение береговых батарей не было разведано. Эту ошибку необходимо было срочно исправлять. Был выбран очень рискованный, но единственный реальный способ. С этой целью в 4:35 утра 10 августа бронекатера открыли огонь, и ворвались на рейд порта Сахаляна, вызывая на себя огонь японской артиллерии. Удалось засечь расположение 4-х орудийной батареи. В ходе этого набега бронекатер БКА-74 получил повреждения, на борту возник пожар, однако он своим ходом покинул зону обстрела. В ходе набега удалось также взорвать хранилище топлива и потопить 2 военных катера и 4 речных судна в порту.
После артиллерийской подготовки под прикрытием дымовых завес в 11:45 на набережную Сахаляна были высажены десанты: два отряда бронекатеров высадили сводный отряд 101-го укреплённого района (50 человек), а пограничный речной дивизион высадил 2 взвода пограничников. Организованного сопротивления в Сахаляне оказано не было: поняв, что вслед за утренним набегом начнётся высадка десанта, японские войска покинули город. Имели место мелкие стычки с уходящим противником.
Немедленно началось строительство понтонной переправы из заранее подготовленных составных частей. Уже в 14:20 по переправе на японский берег двинулась танковая бригада. Также переправу войск в Сахалян выполняли десятки военных и гражданских судов.

## Итог операции
Задачи десантной операции были выполнены полностью и в срок. 10 и 11 августа были заняты с помощью моряков остальные города Сахалянского укрепрайона. 2-я Краснознамённая армия начала наступление на Цицикар в намеченный срок.
Советская сторона потерь в людях и в кораблях не имела (повреждённый бронекатер был отремонтирован в тот же день). О потерях японской стороны в людях данных нет, японцами были выведены из строя и брошены в таком состоянии несколько орудий, другое военное имущество. В порту был захвачен 1 пароход и 16 различных катеров, военные склады.